# XBRL
可扩展商业报告语言（eXtensible Business Reporting Language，XBRL）是一种基于XML的标记语言，用于商业和财务訊息的定义和交换。XBRL标准的制定和管理由XBRL国际联合会（XBRL International）负责。该联合会是一个由超过300家成员组成的非营利性国际组织，其成员包括注册会计师协会、银行、交易所、IT厂商、信息商等，如：德意志银行，联邦储蓄保险公司，富士，日立，通用电气，IBM，微软，摩根斯坦利，PeopleSoft，普华永道，路透社，SAP和其他公司。
XBRL主要是指提供企业决策者的经营管理信息。XBRL最初称为XFRL（XML based Financial Report Mark-up Language），即基于XML的会计报表标记语言，主要是设想为投资人士，交易方提供财务信息披露用的，但是，后来发现，该语言更可以用于企业内部等更多情况，所以改称为“商业报告语言”。
XBRL的作用很廣泛，企业的各种信息，特别是财务信息，都可以通过XBRL在计算机互联网上有效地进行处理。信息发布者一旦输入了信息，就无需再次输入，通过XBRL就可以很方便地转换成书面文字、PDF文件、HTML页面或者其他相应的文件格式。而且，通过XBRL获取到的信息，也无需打印或再次输入，就可以方便快捷地运用于各种财务分析等领域。